# Торговица (Городенковская городская община)
Торго́вица (укр. Торговиця) — село в Городенковской городской общине Коломыйского района Ивано-Франковской области Украины.
Население по переписи 2001 года составляло 2124 человека. Занимает площадь 48,226 км². Почтовый индекс — 78161. Телефонный код — 03430.

## Известные жител и уроженцы
- Абрагамович, Адольф (1849—1899) — польский драматург;
- Абрагамович, Давид (1839—1926) — австро-венгерский и польский политик, богатый землевладелец в Галиции.
- Мартович, Лесь (1871—1916) — украинский писатель и общественный деятель.

## Памятники местного значения
- Литературно-мемориальный музей Леся Мартовича (дер.); XIX ст.; регистр. № 685.
- Церковь Рождества Пресвятой Богородицы (дер.); 1924 г.; регистр. № 708.

## Галерея

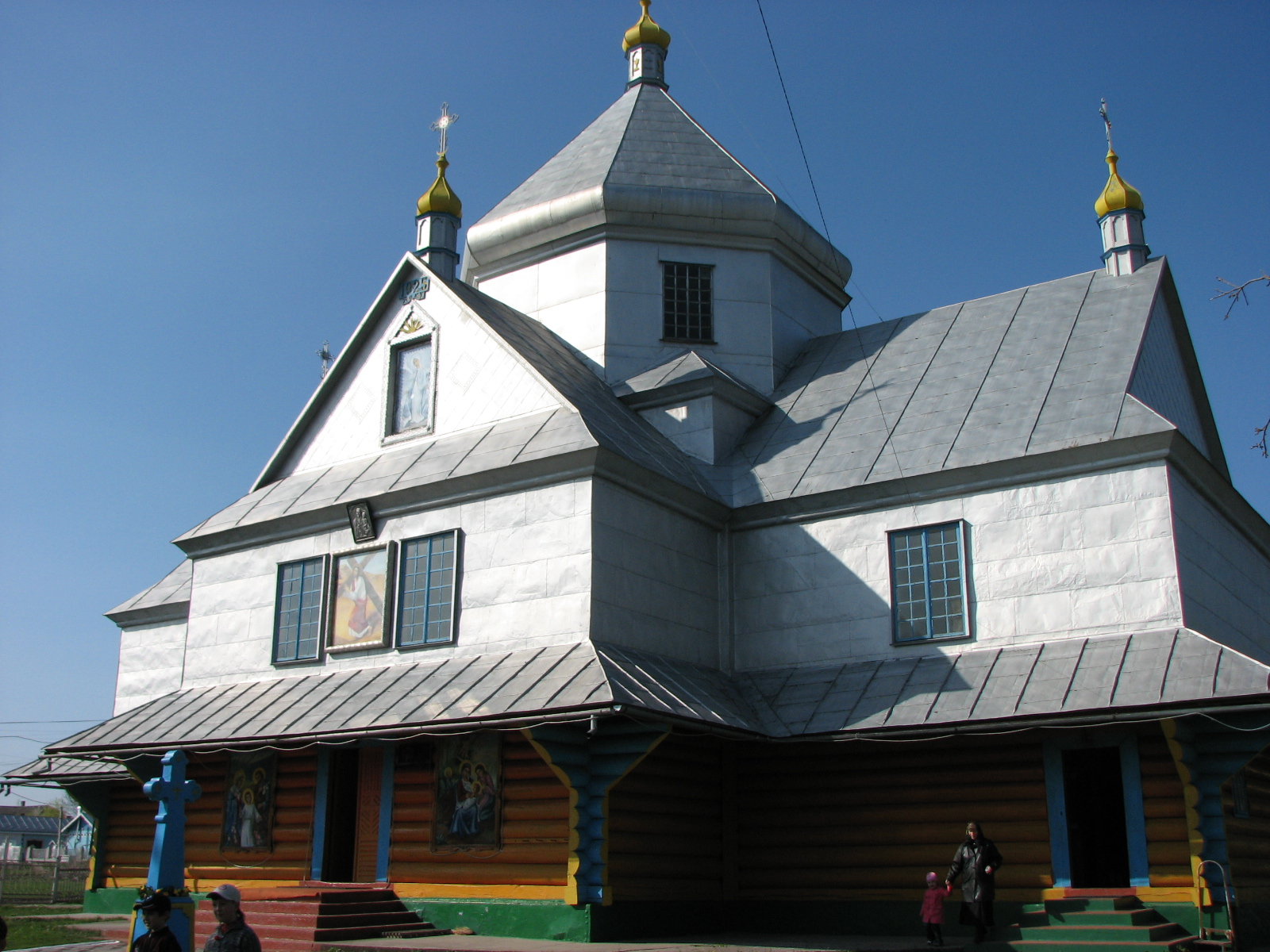
Церковь Рождества Пресвятой Богородицы (фото 2009 р.)
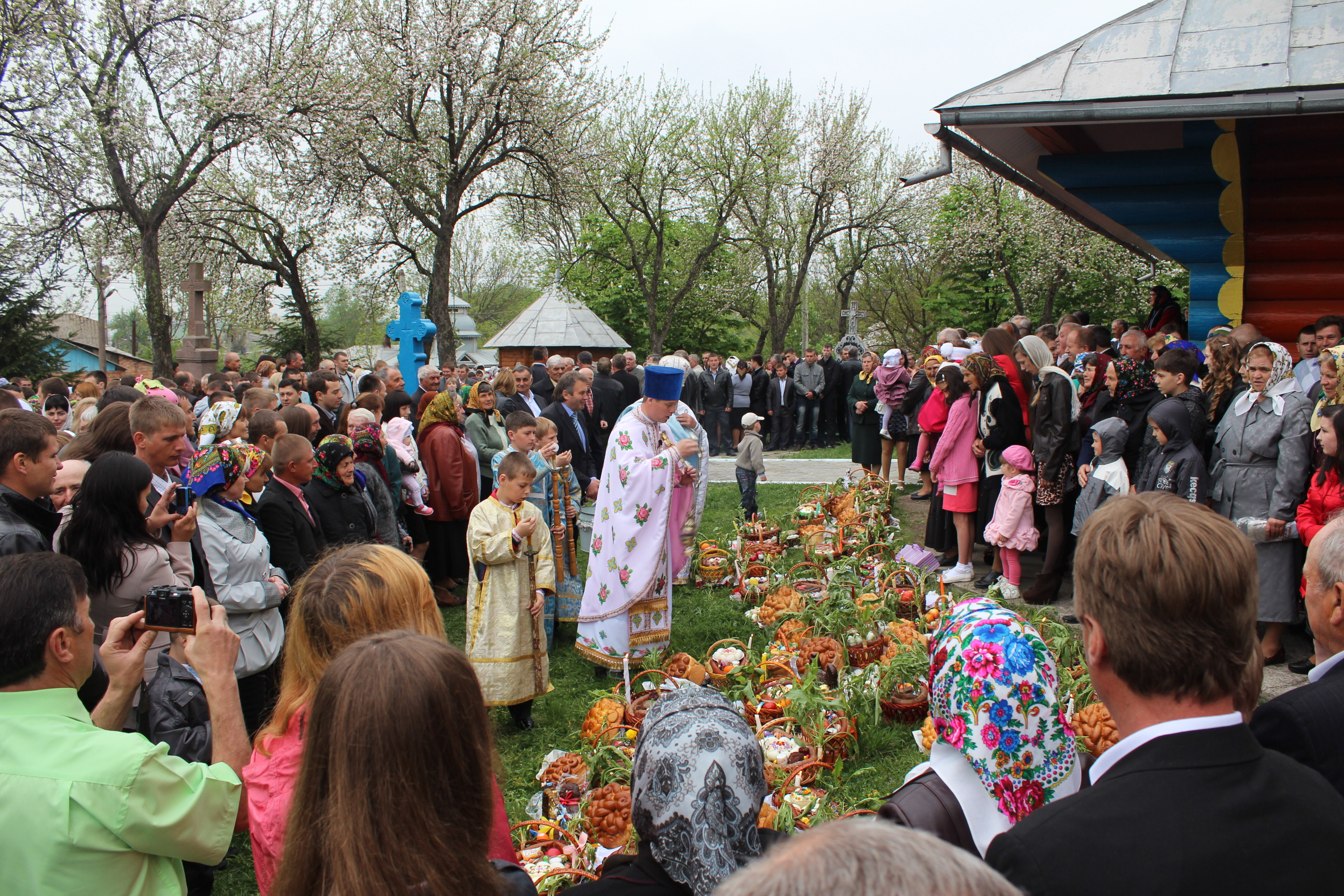
Пасха 2013 года
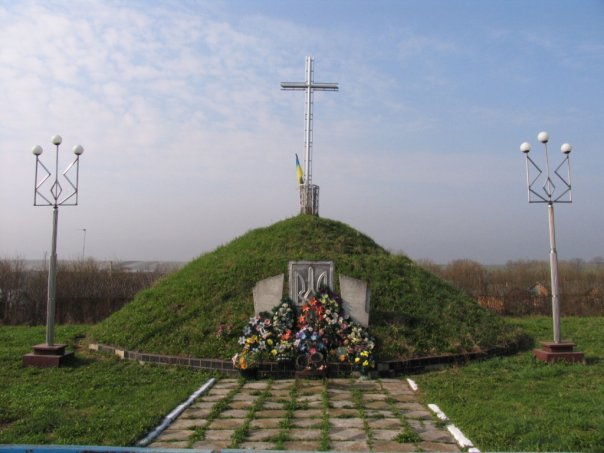
Могила воинам УПА
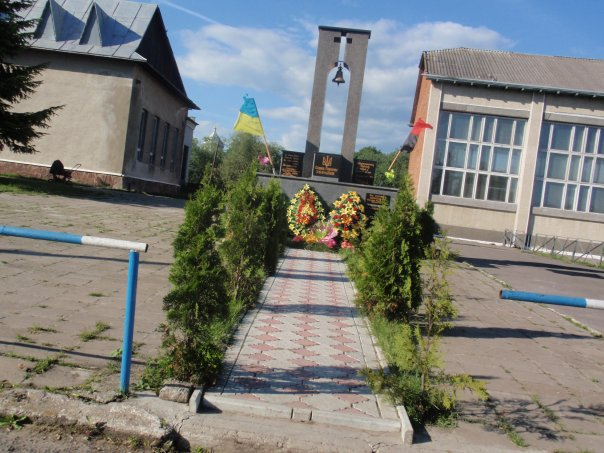
Памятный колокол воинам односельцам
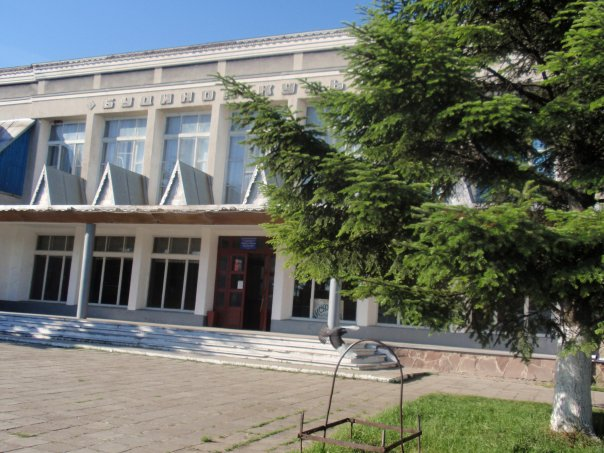
Сельський дом культуры
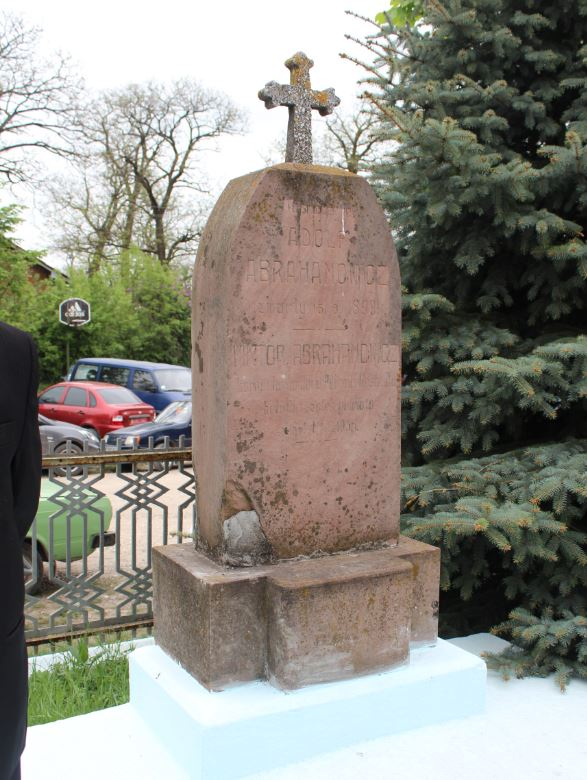
Могила Адольфа и Виктора Абрагамовичей